# 刘晓凯
刘晓凯（1962年3月—），苗族，贵州台江人。1983年9月参加工作，1985年4月加入中国共产党。清华大学机械工程系焊接专业毕业，中共中央党校在职研究生学历。中华人民共和国政治人物。中共第十七届中央候补委员、第十八届中央委员（2015年10月增补）、中共第十九届中央候补委员。

## 从政履历
历任中共贵州省剑河县委书记；共青团贵州省委副书记；中共黔东南州委副书记、副州长、代州长、州长；黔南州委副书记、副州长、代州长等职。
2006年11月，任中共毕节地委书记。
2008年1月，任贵州省人民政府副省长。
2008年5月，不再担任毕节地委书记职务。
2012年4月，升任中共贵州省委常委。2012年7月，任贵州省委统战部长。
2015年10月，中共第十八届五中全会增补刘晓凯为中央委员会委员。
2017年10月，中国共产党第十九次全国代表大会上当选中国共产党第十九届中央委员会候补委员。
2018年1月，任贵州省政协主席。
2023年1月14日，当选云南省政协主席。